# Governo Amato I
Il governo Amato I è stato il quarantanovesimo esecutivo della Repubblica Italiana, il primo dell'XI legislatura.
Il governo rimase in carica dal 28 giugno 1992 al 29 aprile 1993, per un totale di 305 giorni, ovvero 10 mesi e 1 giorno.
Ottenne la fiducia al Senato della Repubblica il 2 luglio 1992 con 173 voti favorevoli e 140 contrari.
Ottenne la fiducia alla Camera dei deputati il 4 luglio 1992 con 330 voti favorevoli, 280 contrari e 2 astenuti.
Diede le dimissioni il 22 aprile 1993.
Fra i provvedimenti principali per il pareggio di bilancio si ricordano una manovra finanziaria da 93 000 miliardi di lire, la più importante dal secondo dopoguerra, e il prelievo forzoso retroattivo del 6‰ (6 lire ogni 1000) dai conti correnti delle banche italiane, nella notte di venerdì 10 luglio 1992, legittimato con decreto d'urgenza pubblicato alla mezzanotte tra il 10 e l'11 luglio. nonché l'avvio delle privatizzazioni in Italia rese necessarie in virtù dei vincoli del trattato di Maastricht.

## Compagine di governo

### Appartenenza politica
Inizio mandato
- Partito Socialista Italiano (PSI): Presidente del Consiglio, 7 ministri e 11 sottosegretari
- Democrazia Cristiana (DC): 12 ministri e 18 sottosegretari
- Partito Liberale Italiano (PLI): 2 ministri e 3 sottosegretari
- Partito Socialista Democratico Italiano (PSDI): 2 ministri e 3 sottosegretari
- Indipendenti: 2 ministri

Fine mandato
- Partito Socialista Italiano (PSI): Presidente del Consiglio, 3 ministri e 11 sottosegretari
- Democrazia Cristiana (DC): 13 ministri e 18 sottosegretari
- Partito Liberale Italiano (PLI): 2 ministri e 3 sottosegretari
- Partito Socialista Democratico Italiano (PSDI): 2 ministri e 3 sottosegretari
- Indipendenti: 3 ministri

### Provenienza geografica
La provenienza geografica dei membri del Consiglio dei ministri si può così riassumere:
| Regione               | Presidente | Ministri | Sottosegretari | Totale |
| --------------------- | ---------- | -------- | -------------- | ------ |
| Piemonte              | 1          | 4        | -              | 5      |
| Campania              | -          | 7        | 1              | 8      |
| Lazio                 | -          | 3        | 4              | 7      |
| Toscana               | -          | 3        | 4              | 7      |
| Calabria              | -          | 1        | 5              | 6      |
| Lombardia             | -          | 4        | 1              | 5      |
| Sicilia               | -          | 1        | 4              | 5      |
| Puglia                | -          | -        | 5              | 5      |
| Emilia-Romagna        | -          | 2        | 1              | 3      |
| Veneto                | -          | 1        | 2              | 3      |
| Sardegna              | -          | -        | 3              | 3      |
| Umbria                | -          | 1        | 1              | 2      |
| Trentino-Alto Adige   | -          | 1        | 1              | 2      |
| Basilicata            | -          | 1        | -              | 1      |
| Marche                | -          | 1        | -              | 1      |
| Abruzzo               | -          | -        | 1              | 1      |
| Friuli-Venezia Giulia | -          | -        | 1              | 1      |
| Molise                | -          | -        | 1              | 1      |

### Sostegno parlamentare
- Sostegno parlamentare al momento della fiducia (2 luglio al Senato, 4 luglio alla Camera).

| Camera                  | Collocazione | Partiti                                                                                                 | Seggi     |
| ----------------------- | ------------ | --- | --------- |
| Camera dei deputati     | Maggioranza  | DC (206), PSI (92), PLI (17), PSDI (16), SVP (3), Misto (2)                                             | 336 / 630 |
| Camera dei deputati     | Opposizione  | PDS (107), LN (55), PRC (35), MSI (34), PRI (27), FdV (16), La Rete (12), Lista Pannella (6), Misto (2) | 294 / 630 |
| Senato della Repubblica | Maggioranza  | DC (112), PSI (51), PLI (4), PSDI (3), SVP (3), Misto (4)                                               | 177 / 326 |
| Senato della Repubblica | Opposizione  | PDS (66), LN (25), PRC (20), MSI (16), PRI (12), FdV (4), La Rete (3), Misto (3)                        | 149 / 326 |

## Composizione
| Carica                                                       | Titolare                              | Titolare                                                              | Titolare                                                    | Sottosegretari                                                                                             |
| Presidenza del Consiglio dei ministri                        | Presidenza del Consiglio dei ministri | Presidenza del Consiglio dei ministri                                 | Presidenza del Consiglio dei ministri                       | Sottosegretari di Stato alla Presidenza del Consiglio                                                      |
| ------------------------------------------------------------ | ------------------------------------- | --------------------------------------------------------------------- | ----------------------------------------------------------- | --- |
| Presidente del Consiglio dei ministri                        |                                       |                                                                       | Giuliano Amato (PSI)                                        | - Fabio Fabbri (PSI) Segretario del Consiglio dei ministri                                                 |
| Ministri senza portafoglio                                   |                                       |                                                                       |                                                             | |
| Affari sociali                                               |                                       |                                                                       | Adriano Bompiani (DC)                                       | Adriano Bompiani (DC)                                                                                      |
| Aree urbane                                                  |                                       |                                                                       | Carmelo Conte (PSI)                                         | Carmelo Conte (PSI)                                                                                        |
| Coordinamento delle politiche comunitarie e affari regionali |                                       |                                                                       | Raffaele Costa (PLI) (fino al 21/02/1993)                   | Raffaele Costa (PLI) (fino al 21/02/1993)                                                                  |
| Coordinamento delle politiche comunitarie e affari regionali |                                       | Gianfranco Ciaurro (PLI) (dal 21/02/1993)                             |                                                             | |
| Coordinamento della protezione civile                        |                                       |                                                                       | Ferdinando Facchiano (PSDI)                                 | Ferdinando Facchiano (PSDI)                                                                                |
| Riordino delle partecipazioni statali (dal 21/02/1993)       |                                       |                                                                       | Paolo Baratta (Ind)                                         | Paolo Baratta (Ind)                                                                                        |
| Ministero                                                    | Ministri                              | Ministri                                                              | Ministri                                                    | Sottosegretari di Stato                                                                                    |
| Affari esteri                                                |                                       |                                                                       | Vincenzo Scotti (DC) (fino al 29/07/1992)                   | - Carmelo Azzarà (DC) - Giuseppe Giacovazzo (DC) - Valdo Spini (PSI) (fino al 09/03/1993)                  |
| Affari esteri                                                |                                       | Giuliano Amato (PSI) ad interim (dal 29/07/1992 al 01/08/1992)        |                                                             | - Carmelo Azzarà (DC) - Giuseppe Giacovazzo (DC) - Valdo Spini (PSI) (fino al 09/03/1993)                  |
| Affari esteri                                                |                                       | Emilio Colombo (DC) (dal 01/08/1992)                                  |                                                             | - Carmelo Azzarà (DC) - Giuseppe Giacovazzo (DC) - Valdo Spini (PSI) (fino al 09/03/1993)                  |
| Interno                                                      |                                       |                                                                       | Nicola Mancino (DC)                                         | - Saverio D'Aquino (PLI) - Claudio Lenoci (PSI) - Antonino Murmura (DC)                                    |
| Grazia e giustizia                                           |                                       |                                                                       | Claudio Martelli (PSI) (fino al 10/02/1993)                 | - Germano De Cinque (DC) - Daniela Mazzuconi (DC)                                                          |
| Grazia e giustizia                                           |                                       | Giovanni Battista Conso (Ind) (dal 12/02/1993)                        |                                                             | - Germano De Cinque (DC) - Daniela Mazzuconi (DC)                                                          |
| Difesa                                                       |                                       |                                                                       | Salvo Andò (PSI)                                            | - Salvatore D'Alia (DC) - Dino Madaudo (PSDI)                                                              |
| Bilancio e programmazione economica                          |                                       |                                                                       | Francesco Reviglio della Veneria (PSI) (fino al 21/02/1993) | - Vito Bonsignore (DC) - Luigi Grillo (DC)                                                                 |
| Bilancio e programmazione economica                          |                                       | Beniamino Andreatta (DC) (dal 21/02/1993)                             |                                                             | - Vito Bonsignore (DC) - Luigi Grillo (DC)                                                                 |
| Finanze                                                      |                                       |                                                                       | Giovanni Goria (DC) (fino al 19/02/1993)                    | - Giorgio Carta (PSDI) - Stefano De Luca (PLI) - Giuseppe Pisicchio (DC)                                   |
| Finanze                                                      |                                       | Francesco Reviglio della Veneria (PSI) (dal 21/02/1993 al 31/03/1993) |                                                             | - Giorgio Carta (PSDI) - Stefano De Luca (PLI) - Giuseppe Pisicchio (DC)                                   |
| Finanze                                                      |                                       | Giuliano Amato (PSI) ad interim (dal 31/03/1993)                      |                                                             | - Giorgio Carta (PSDI) - Stefano De Luca (PLI) - Giuseppe Pisicchio (DC)                                   |
| Tesoro                                                       |                                       |                                                                       | Piero Barucci (DC)                                          | - Paolo Bruno (PSDI) - Antonio Giagu Demartini (DC) - Piergiovanni Malvestio (DC) - Maurizio Sacconi (PSI) |
| Partecipazioni statali (fino al 21/02/1993)                  |                                       |                                                                       | Giuseppe Guarino (DC) ad interim                            | carica non assegnata                                                                                       |
| Industria, commercio e artigianato                           | Giuseppe Guarino (DC)                 | - Luigi Farace (DC) - Felice Antonio Iossa (PSI)                      |                                                             | |
| Lavori pubblici                                              |                                       |                                                                       | Francesco Merloni (DC)                                      | - Tommaso Bisagno (DC) - Gabriele Piermartini (PSI)                                                        |
| Trasporti                                                    |                                       |                                                                       | Giancarlo Tesini (DC)                                       | - Cesare Cursi (DC)                                                                                        |
| Marina mercantile                                            | Giancarlo Tesini (DC) ad interim      | - Giulio Camber (PSI)                                                 |                                                             | |
| Commercio con l'estero                                       |                                       |                                                                       | Claudio Vitalone (DC)                                       | carica non assegnata                                                                                       |
| Poste e telecomunicazioni                                    |                                       |                                                                       | Maurizio Pagani (PSDI)                                      | - Publio Fiori (DC) - Giorgio Casoli (PSI)                                                                 |
| Sanità                                                       |                                       |                                                                       | Francesco De Lorenzo (PLI) (fino al 21/02/1993)             | - Luciano Azzolini (DC)                                                                                    |
| Sanità                                                       |                                       | Raffaele Costa (PLI) (dal 21/02/1993)                                 |                                                             | - Luciano Azzolini (DC)                                                                                    |
| Lavoro e previdenza sociale                                  |                                       |                                                                       | Nino Cristofori (DC)                                        | - Florindo D'Aimmo (DC) - Sandro Principe (PSI)                                                            |
| Beni culturali                                               |                                       |                                                                       | Alberto Ronchey (Ind)                                       | carica non assegnata                                                                                       |
| Agricoltura e foreste                                        |                                       |                                                                       | Giovanni Angelo Fontana (DC)                                | - Paolo Fogu (PSI)                                                                                         |
| Ambiente                                                     |                                       |                                                                       | Carlo Ripa di Meana (PSI) (fino al 09/03/1993)              | carica non assegnata                                                                                       |
| Ambiente                                                     |                                       | Valdo Spini (PSI) (dal 09/03/1993)                                    |                                                             | carica non assegnata                                                                                       |
| Pubblica istruzione                                          |                                       |                                                                       | Rosa Russo Iervolino (DC)                                   | - Giuseppe Matulli (DC) - Savino Melillo (PLI)                                                             |
| Università e ricerca scientifica e tecnologica               |                                       |                                                                       | Alessandro Fontana (DC)                                     | - Rossella Artioli (PSI)                                                                                   |
| Turismo e spettacolo                                         |                                       |                                                                       | Margherita Boniver (PSI)                                    | carica non assegnata                                                                                       |

## Cronologia

### 1992

#### Giugno
- 18 giugno - Il presidente della Repubblica, Oscar Luigi Scalfaro, conferisce l'incarico di formare il governo a Giuliano Amato.
- 28 giugno - Il presidente del Consiglio dei ministri, Giuliano Amato, giura nelle mani del presidente della Repubblica, Oscar Luigi Scalfaro.
- 30 giugno - Il presidente del Consiglio dei ministri Amato presenta il programma del suo governo al Senato della Repubblica e consegna il testo del discorso alla Camera dei deputati.

#### Luglio
- 2 luglio - Al Senato della Repubblica si svolge la discussione sulle comunicazioni del governo. La mozione di fiducia presentata da Emilio Colombo (DC), Gino Scevarolli (PSI), Luigi Compagna (PLI) e Cesare Dujany (UV) viene approvata con 173 voti favorevoli e 140 contrari.
- 4 luglio - Alla Camera dei deputati si svolge la discussione sulle comunicazioni del governo. La mozione di fiducia presentata da Gerardo Bianco (DC), Andrea Buffoni (PSI), Paolo Battistuzzi (PLI), Romano Ferrauto (PSDI), Luciano Caveri (Misto) e Michl Ebner (Misto) viene approvata con 330 voti favorevoli e 282 contrari. Il segretario del Partito Socialista Italiano, Bettino Craxi, chiama in causa tutto il sistema politico per il finanziamento illecito dei partiti.
- 11 luglio - Il governo vara una manovra da 30 000 miliardi per riequilibrare i conti della finanziaria e introduce:
  - un'imposta straordinaria immobiliare sul valore dei fabbricati e delle aree fabbricabili individuate negli strumenti urbanistici vigenti, siti nel territorio dello Stato, a qualsiasi uso destinati, pari al 3 o al 2 per mille del valore;[34]
  - un'imposta straordinaria sull'ammontare dei depositi bancari, postali e presso istituti e sezioni per il credito a medio termine, conti correnti, depositi a risparmio e a termine, certificati di deposito, libretti e buoni fruttiferi, da chiunque detenuti, pari al 6 per mille;[34]
  - aumento delle imposte di bollo;[35]
  - la revisione del sistema pensionistico, con l'aumento delle quote contributive.[36]
- 19 luglio - il magistrato Paolo Borsellino viene ucciso, insieme agli agenti della scorta, in un attentato mafioso a Palermo.
- 29 luglio - Alla Camera dei deputati il governo pone la questione di fiducia sull'articolo unico del disegno di legge recante misure urgenti per il risanamento della finanza pubblica, approvato con 318 voti favorevoli e 246 contrari.
- 29 luglio - Il ministro degli affari esteri, Vincenzo Scotti, rassegna le proprie dimissioni.
- 31 luglio - Il governo firma un protocollo di intesa con le parti sociali, con il quale viene soppressa la scala mobile.

#### Agosto
- 12 agosto - Il governo decide di trasformare l'ente Ferrovie dello Stato in Società per azioni.
- 14 agosto - A Genova si celebrano i 100 anni di vita del Partito Socialista Italiano alla presenza del presidente del Consiglio, Giuliano Amato, il quale con toni autocritici afferma che occorre cacciare i disonesti dal partito e denuncia il degrado dei partiti.
- 18 agosto - Il presidente del Consiglio Amato si appella al Partito Democratico della Sinistra e al Partito Repubblicano Italiano per varare la nuova legge elettorale e dichiara la sua disponibilità ad una loro eventuale partecipazione al governo. Il PDS e il PRI rifiutano l'offerta di partecipazione al governo; la disponibilità aperta dal presidente del Consiglio vedeva favorevole il Partito Socialista Italiano e contraria la Democrazia Cristiana.
- 19 agosto - In un'intervista rilasciata al giornale Avanti!, il presidente del Consiglio Amato propone, in vista di una nuova legge elettorale, la formazione di un polo liberalsocialista, di cui possano far parte PSI, PSDI, PLI, PRI, Partito Radicale e PDS.

#### Settembre
- 4 settembre - Il presidente del Consiglio, Giuliano Amato, lancia un appello dalle reti Rai per rendere conto della grave situazione economica italiana.
- 5 settembre - A Milano si svolge una manifestazione organizzata dal Partito Democratico della Sinistra contro la politica economica del governo.
- 9 settembre - Il presidente del Consiglio, Giuliano Amato, chiede a nome del governo per un periodo di tre anni pieni poteri in materia di politica economica.
- 13 settembre - Il presidente del Consiglio, Giuliano Amato, annuncia in televisione la svalutazione della lira.
- 16 settembre - Mercoledì nero: La lira italiana esce dal Sistema monetario europeo a causa di una speculazione finanziaria.
- 17 settembre - la Camera dei deputati vota sulla delega di pieni poteri in materia di politica economica richiesta dal governo.
- 30 settembre - Il Consiglio dei ministri approva la legge finanziaria per il 1993 con una manovra da 93 000 miliardi di lire finalizzata ad una drastica riduzione del deficit di bilancio. Tra le misure adottate vi sono il blocco dei pensionamenti e dei contratti del pubblico impiego, drastici tagli alla spesa pubblica, nel settore dell'assistenza sanitaria. Nella stessa riunione il governo chiede all'Unione europea un finanziamento di 15-20 000 miliardi per riportare la lira nel Sistema monetario europeo.

#### Ottobre
- 9 ottobre - Alla Camera dei deputati il governo pone la questione di fiducia sul disegno di legge recante la delega al governo in materia di sanità, pubblico impiego, previdenza e finanza territoriale.
- 13 ottobre - La Confederazione Generale Italiana del Lavoro, la Confederazione Italiana Sindacati Lavoratori e l'Unione Italiana del Lavoro organizzano uno sciopero generale contro la manovra economica del governo con violente contestazioni e gravi incidenti.
- 14 ottobre - Dopo lo sciopero generale il presidente del Consiglio, Giuliano Amato, incontra i segretari della Confederazione Generale Italiana del Lavoro, della Confederazione Italiana Sindacati Lavoratori e dell'Unione Italiana del Lavoro.
- 14 ottobre - Alla Camera dei deputati si discutono le mozioni di sfiducia nei confronti del ministro delle finanze, Giovanni Goria, presentate dal Partito della Rifondazione Comunista, dal Movimento Sociale Italiano, dalla Federazione dei Verdi, dal Partito Radicale e da La Rete. Le mozioni sono respinte con 304 voti contrari, 256 favorevoli e 2 astenuti. Il Movimento Sociale Italiano insieme alla mozione di sfiducia ha raccolto 500 000 firme per le dimissioni del ministro.
- 23 ottobre - Alla Camera dei deputati si discute la conversione in legge del decreto recante misure urgenti in materia di previdenza, sanità e di pubblico impiego e disposizioni fiscali che introduce la tassa minima per i lavoratori autonomi e prevede forti riduzioni per le prestazioni sanitarie pubbliche, il blocco dei pensionamenti di anzianità per il 1993 e il blocco dei contratti per i lavoratori dipendenti con un'integrazione forfettaria di 20 000 lire al mese. Il governo pone la fiducia che viene approvata con 314 voti favorevoli e 24 contrari mentre le opposizioni abbandonano l'aula per protesta contro il moltiplicarsi del ricorso al voto di fiducia.

#### Novembre
- 27 novembre - Alla Camera dei deputati arriva una richiesta di autorizzazione a procedere nei confronti del ministro della sanità, Francesco De Lorenzo.

#### Dicembre
- 15 dicembre - Il segretario del Partito Socialista Italiano Bettino Craxi riceve un avviso di garanzia, relativo alle indagini su 36 miliardi finiti nelle casse del PSI.
- 16 dicembre - Alla Camera dei deputati il governo pone la fiducia sul disegno di legge di conversione del decreto riguardo all'intervento straordinario nel Mezzogiorno e alle attività produttive, approvato con 309 voti favorevoli e 256 contrari.
- 17 dicembre - Si riunisce a Roma la direzione del PSI, dove il segretario Craxi afferma di non aver intenzione di dimettersi, ma di mettere comunque a disposizione il suo mandato.

### 1993

#### Febbraio
- 1º febbraio - Si riunisce la segreteria del Partito Socialista Italiano, convocata da Bettino Craxi per ribadire la sua disponibilità a lasciare la segreteria e confermare il sostegno del partito al governo in vista dell'annunciata presentazione di una mozione di sfiducia da parte del Partito Democratico della Sinistra. La riunione viene disertata in segno di dissenso dal presidente del Consiglio, Giuliano Amato, e dal ministro di grazia e giustizia, Claudio Martelli, dal ministro dell'ambiente, Carlo Ripa di Meana, e dal ministro del turismo e dello spettacolo, Margherita Boniver.
- 2 febbraio - Il presidente del Consiglio Amato, al Maurizio Costanzo Show, manifesta ottimismo rispetto alla mozione di sfiducia al governo presentata dal Partito Democratico della Sinistra e ribadisce che resterà alla guida dell'esecutivo.
- 3 febbraio - Nel contesto di Tangentopoli l'Arma dei Carabinieri e la Guardia di Finanza perquisiscono la Direzione per la cooperazione con i paesi in via di sviluppo del ministero degli affari esteri.
- 4 febbraio - Marco Pannella apre i lavori del congresso del Partito Radicale riaffermando la sfida alla partitocrazia e la scelta transnazionale del partito e ponendo l'obiettivo dei trentamila iscritti come condizione per la sopravvivenza del partito. Sono presenti al congresso il presidente della Camera dei deputati, Giorgio Napolitano, il presidente del Senato della Repubblica, Giovanni Spadolini, e il presidente del Consiglio Giuliano Amato, che nel suo intervento considera le proposte avanzate dal leader radicale vicine alle idee fondamentali del Partito Socialista Italiano. Partecipano delegazioni di tutti i partiti con l'unica eccezione della Lega Nord di Umberto Bossi.
- 5 febbraio - Alla Camera dei deputati si discute la mozione di sfiducia al governo presentata dal Partito Democratico della Sinistra. Achille Occhetto richiede la nascita di una nuova maggioranza che faccia perno sulla questione morale e su un nuovo corso economico. La mozione viene respinta con 225 voti favorevoli (PDS, PRI, Rifondazione Comunista, Verdi, Lega, Rete e MSI) e 321 contrari (DC, PSI, PSDI e PLI).
- 6 febbraio - Al congresso del Partito Radicale intervengono il ministro di grazia e giustizia, Claudio Martelli, e Mario Segni.
- 10 febbraio - Il ministro di grazia e giustizia Martelli riceve un avviso di garanzia per concorso in bancarotta fraudolenta riguardo al fallimento del Banco Ambrosiano di Roberto Calvi. Di conseguenza il ministro Martelli rassegna le dimissioni dall'incarico governativo e dal Partito Socialista Italiano.
- 11 febbraio - Bettino Craxi si dimette da segretario del Partito Socialista Italiano a causa delle voci sul suo presunto coinvolgimento nel concorso in bancarotta fraudolenta riguardo al fallimento del Banco Ambrosiano.
- 13 febbraio - Giorgio Benvenuto viene eletto segretario del Partito Socialista Italiano.
- 19 febbraio - Il ministro delle finanze, Giovanni Goria, si dimette per il diffondersi di voci riguardo alla sua implicazione in un caso di corruzione che vede coinvolta la Cassa di Risparmio di Asti.

#### Marzo
- 5 marzo - Il Consiglio dei ministri vara il decreto Conso per la depenalizzazione dei reati di finanziamento pubblico ai partiti e istituisce un'autorità di vigilanza sottraendone l'autorità alla giustizia ordinaria, visto dai giudici di Mani pulite e dall'opinione pubblica come un colpo di spugna.
- 7 marzo - Il ministro dell'ambiente, Carlo Ripa di Meana, rassegna le proprie dimissioni contro il provvedimento del ministro di grazia e giustizia, Giovanni Battista Conso, mentre il presidente della Repubblica, Oscar Luigi Scalfaro, invia al presidente del Consiglio, Giuliano Amato, una lettera per invitarlo a riconsiderare l'intera materia e si rifiuta di controfirmare il decreto.

#### Aprile
- 18 aprile - Si vota per otto referendum abrogativi tra cui quello sulla modifica delle leggi elettorali in senso maggioritario, approvato a larga maggioranza.
- 22 aprile - Alla Camera dei deputati il presidente del Consiglio, Giuliano Amato, prende atto del risultato referendario e a conclusione del dibattito rassegna le proprie dimissioni.
- 23 aprile - Con l'apertura della crisi di governo il presidente della Repubblica Oscar Luigi Scalfaro per risolvere la questione invita al Quirinale Carlo Azeglio Ciampi incaricandolo di formare un nuovo governo; questi accetta ma con riserva.
- 28 aprile - Dopo 5 giorni di confronti di trattative con i partiti il presidente del consiglio incaricato si dirige al Colle sciogliendo la riserva positivamente e annunciando la lista dei ministri.
- 29 aprile - Con il Giuramento del nuovo Governo Ciampi termina Ufficialmente il Governo Amato I.